# Francesco Zagatti
Francesco Zagatti (ur. 18 kwietnia 1932 w Venaria Reale, zm. 7 marca 2009 w Mediolanie) – włoski piłkarz i trener piłkarski.

## Życiorys
Francesco Zagatti był wychowankiem A.C. Milan, w którym spędził całą karierę. W latach 1952 i 1953 z zespołem Primavery Mialnu wygrał Torneo di Viareggio. Do pierwszej drużyny został włączony na początku sezonu 1951/1952 przez trenera Lajosa Czeizlera. Węgierski trener dał Zagattiemu zadebiutować 1 czerwca 1952 w meczu z S.S. Lazio. Przez dwanaście lat profesjonalnej kariery wygrał cztery mistrzostwa Włoch (1954/1955, 1956/1957, 1958/1959 i 1961/1962). W sezonie 1962/1963 zdobył pierwszy w historii klubu Puchar Europy, choć nie wystąpił w żadnym spotkaniu. W 1956 roku z kolei wygrał przedostatnią w historii edycję Pucharu Łacińskiego. Pod koniec kariery, na początku sezonu 1961/1962 był kapitanem zespołu.
Po zakończeniu kariery piłkarskiej Zagatti został trenerem. W latach 1966–1970 prowadził Primaverę Milanu. W sezonie 1976–1977 był asystentem Nereo Rocco, trenera pierwszego zespołu. W marcu 1982 roku poprowadził A.C. Milan w dwóch meczach Serie A (wspólnie z Italo Galbiatim). Następnie pracował jako skaut rossonerich i trener młodzieży.
Zagatti zmarł 7 marca 2009 na zapalenie wątroby.